# Shadow Fight 2
Shadow Fight 2 là một trò chơi chiến đấu nhập vai được xuất bản và phát triển bởi Nekki có trụ sở tại Síp. Đây là phần thứ hai trong series Shadow Fight và được ra mắt vào ngày 22 tháng 10 năm 2013. Toàn bộ trò chơi được phát hành trên toàn thế giới vào ngày 1 tháng 5 năm 2014 cho hệ điều hành Android và iOS. Sau đó, nó được phát hành cho Windows 8 và 8.1 vào ngày 26 tháng 1 năm 2015, và cho Nintendo Switch dưới dạng tựa game Nintendo eShop có thể tải xuống vào ngày 13 tháng 9 năm 2018.
Trò chơi sử dụng đồ họa tương tự như Shadow Fight, mô tả nhân vật người chơi và đối thủ của họ dưới dạng bóng 2D. Người chơi ban đầu không có vũ khí, nhưng khi lên cấp, họ sẽ mở khóa các vũ khí và thiết bị tiên tiến hơn. Trò chơi có nhiều câu chuyện hơn so với người tiền nhiệm của nó (Shadow Fight 1) và theo chân một chiến binh chỉ được biết đến với cái tên "Shadow", người chiến đấu để lấy lại danh dự và cơ thể đã mất của mình sau khi vô tình mở Cánh cổng bóng tối và giải phóng sáu con quỷ vào thế giới của anh ta, kẻ đã biến anh ta thành một hình bóng không mặt. Tựa game này cũng có chế độ nhiều người chơi, trong đó người chơi hợp tác với nhau để chiến đấu với những tên trùm mạnh mẽ trong Underworld.
Shadow Fight 2 đã nhận được một số lượng lớn đánh giá tích cực khi phát hành và được coi là một trong những game đối kháng hay nhất dành cho thiết bị di động.

## Gameplay
Shadow Fight 2 là một trò chơi chiến đấu 2D, trong đó người chơi phải thắng ba trận đấu hay nhất trước các đối thủ do máy tính điều khiển. Trò chơi cũng có các yếu tố RPG cho phép người chơi nâng cấp áo giáp, vũ khí, kỹ năng và khả năng phép thuật của họ. Các nhân vật của trò chơi hoàn toàn là hình bóng, nhưng các hình ảnh động là thực tế và dựa trên vật lý.
Người chơi kiếm được vàng trong suốt trò chơi có thể được sử dụng để mua vũ khí. Trò chơi bao gồm bảy tỉnh khác nhau, mỗi tỉnh có một ông chủ chính. Người chơi chỉ có thể tham gia năm trận chiến trước khi năng lượng của họ phải được bổ sung, điều này được thực hiện bằng cách chờ đợi, trả tiền thật hoặc xem một số lượng quảng cáo hạn chế. Các trò chơi này có thể kết thúc theo chuỗi sau khi hoàn thành toàn bộ trò chơi.
Thành tựu là một phần cốt lõi của Shadow Fight 2. Người chơi được thưởng khi hoàn thành câu chuyện cũng như một số nhiệm vụ nhất định.

## Cốt truyện
Thế giới của Shadow Fight 2 lấy cảm hứng nặng nề từ văn hóa Viễn Đông cổ điển , chủ yếu là Trung Quốc và Nhật Bản. Mỗi khi người chơi vào trò chơi, họ sẽ được xem một đoạn cắt cảnh hoạt hình giải thích cốt truyện của nhân vật chính, "Shadow", người cũng đóng vai trò là người kể chuyện. Shadow giải thích rằng anh ta đã từng là một chiến binh huyền thoại, nổi tiếng là người chưa bao giờ thua trận. Trong khi tìm kiếm một đối thủ xứng tầm, anh ta đã vô tình mở ra Cánh cổng bóng tối, một con đường dẫn đến một vương quốc khác, giải phóng sáu con quỷ mạnh mẽ vào thế giới của anh ta. Những con quỷ đã phá hủy cơ thể vật lý của Shadow, biến anh ta thành một hình bóng không có khuôn mặt, và tiếp tục mang đến sự hỗn loạn và hủy diệt cho thế giới. Bây giờ, Shadow cảm thấy có nghĩa vụ phải đánh bại lũ quỷ. Để phong ấn lại Cánh cổng, anh ta phải lấy lại những Phong ấn cổ mà họ đang bảo vệ và sử dụng chúng cũng như chuộc lỗi lầm của mình.
Trò chơi được cấu trúc thành nhiều chương, hay còn gọi là "hành động", mỗi chương xoay quanh một trong những con quỷ mà Shadow phải đối mặt:
- Lynx, thủ lĩnh của một nhóm sát thủ có tên The Order
- Hermit, một phù thủy và chiến binh mạnh mẽ đã mở trường học của riêng mình
- Butcher, thủ lĩnh của một băng đảng vị thành niên
- Wasp, thủ lĩnh của một băng cướp biển và tự xưng là "Nữ hoàng hải tặc"
- Widow, người có thể quyến rũ hầu như bất kỳ người đàn ông nào bằng sự quyến rũ của mình
- Shogun, một rōnin bị thất sủng -lãnh chúa, samurai
- Titan, kẻ chinh phục thế giới và là trùm cuối của trò chơi. (Khải Huyền)

Trong suốt cuộc hành trình của mình, Shadow trở nên mạnh mẽ hơn bằng cách tham gia vào nhiều trận chiến khác nhau và thường xuyên nâng cấp trang bị của mình để có cơ hội tốt hơn chống lại lũ quỷ. Anh ta đi cùng với một số đồng minh, những người luôn hỗ trợ và tư vấn cho anh ta, bao gồm cả Sensei cũ của anh ta, một thợ rèn tên là May, và sau đó là một kẻ lừa đảo tên là Sly. Cuối cùng, Shadow đã thành công trong việc đánh bại tất cả lũ quỷ và lấy đi Phong ấn của chúng, trước khi quay trở lại Cánh cổng bóng tối để phong ấn chúng vĩnh viễn. Sáu con quỷ liên kết với nhau để cố gắng ngăn chặn anh ta, nhưng Shadow đã áp đảo chúng và đóng Cổng. Tuy nhiên, trước khi chúng hoàn toàn đóng lại, Titan, kẻ thống trị Thế giới Bóng tối, xuất hiện từ phía bên kia và bắt cóc May. Điều này bắt đầu 'Interlude', trong đó Shadow phải đánh bại từng con quỷ một lần nữa để phá hủy Phong ấn của chúng và tạm thời mở lại Cánh cổng. Anh ấy đã thành công và tự mình mạo hiểm vào Vương quốc bóng tối.
Ngay khi đến nơi, Shadow bị tấn công bởi Shroud, một người hầu của Titan. Bị suy yếu khi đi qua Cánh cổng, Shadow gần như bị giết, nhưng Kali, một thành viên của lực lượng kháng chiến ngầm chống lại triều đại của Titan, đã giải cứu anh ta và đưa anh ta trở lại nơi ẩn náu của quân kháng chiến. Ở đó, thủ lĩnh của quân kháng chiến, Cypher, thông báo cho Shadow rằng Titan thực tế là một lãnh chúa ngoài hành tinh đã chinh phục nhiều thế giới, bao gồm cả thế giới này, và cũng đang lên kế hoạch xâm chiếm thế giới của Shadow. Lực lượng kháng chiến bao gồm nhiều người ngoài hành tinh có thế giới bị Titan chinh phục, và Shadow tiếp tục giành được sự tôn trọng của họ bằng cách đánh bại tất cả họ trong trận chiến. Cypher cũng chiến đấu với Shadow và bị ấn tượng bởi kỹ năng của anh ấy, nhận xét rằng Shadow có thể là chiến binh được tiên tri sẽ đánh bại Titan. Sau đó, anh ta nhờ Kali đưa anh ta đến gặp Ancient, một sinh vật mạnh mẽ đã huấn luyện nhiều chiến binh (bao gồm cả Shroud) và đồng loại đã bị tiêu diệt bởi Titan. Để tìm thấy Ancient, Shadow trước tiên phải xác định vị trí và đánh bại Cronos, một người máy do Cypher tạo ra cho mục đích này, cuối cùng đã trở thành kẻ lừa đảo. Sử dụng công nghệ theo dõi của Cronos, Shadow và Kali tìm thấy Ancient, người ban đầu miễn cưỡng giúp đỡ, nhưng cuối cùng tin vào sức mạnh của Shadow sau khi anh ta vượt qua tất cả các bài kiểm tra của mình, bao gồm chiến đấu chống lại linh hồn của các chiến binh đã ngã xuống và chính Ancient.
The Ancient cải trang Shadow thành một trong những người lính của Titan và gợi ý rằng anh ta nên đến gần Titan bằng cách tham gia một giải đấu được tổ chức để xác định thành viên mới nhất trong lực lượng tinh nhuệ của Titan. Nửa chừng giải đấu, Shadow được gọi trở lại nơi ẩn náu của quân kháng chiến, nơi đã bị tấn công bởi binh lính của Titan. Anh ta đánh bại Shroud và phải đối mặt với một chiến binh khác, Justice, được tiết lộ là May đã bị tẩy não. Sau khi May bị quân kháng chiến bắt giữ, Shadow và Kali tiến đến Thành cổ của Titan, nơi Shadow đánh bại các vệ sĩ của Titan, tất cả đều là phiên bản thay thế đen tối của chính anh ta. Trong khi đó, Ancient rời khỏi Thế giới bóng tối để "tham chiến" ở một nơi khác. May trốn thoát và đến để giết Shadow, nhưng anh đã đánh bại và giải thoát cô khỏi sự kiểm soát của Titan. Trong khi Kali đưa May trở lại Cánh cổng bóng tối, Shadow và Titan tham gia trận chiến cuối cùng. Khi Titan bị đánh bại, cơ thể của hắn ta phát nổ, phá hủy tòa thành. Shadow bị cuốn vào vụ nổ, nhưng vẫn sống sót và quay trở lại Cổng trước khi chúng bị phá hủy, lấy lại cơ thể vật lý của mình trong quá trình này. Shadow đoàn tụ với May, và cả hai ôm nhau trước khi bỏ đi mà không biết rằng họ đang bị theo dõi bởi một cái bóng đã sống sót sau sự phá hủy của Cánh cổng.

### Old Wounds
Old Wounds là một cốt truyện bổ sung dành riêng cho Phiên bản đặc biệt của trò chơi khám phá cốt truyện của Sensei, bao gồm cả cuộc gặp gỡ của ông ấy với các phiên bản trẻ hơn của sáu con quỷ. Các trận chiến trong chế độ này không thể được phát lại.
Một ngày nọ, Sensei tình cờ gặp Hoàng tử (Prince) của Thành phố Ngà, người đang bị Lynx truy đuổi. Sau khi Sensei đuổi Lynx đi, Hoàng tử giải thích rằng anh ta đã bị bắt cóc khỏi cung điện của mình bởi những kẻ tấn công không rõ danh tính, nhưng đã trốn thoát được. Khi anh ta bị bắt cóc, Hoàng tử tình cờ nghe được rằng những người lính của anh ta đang được huấn luyện từ Hermit, vì vậy anh ta và Sensei đã đến đối đầu với anh ta, tin rằng anh ta có liên quan đến sự phản bội của Hoàng tử. Hermit tiết lộ rằng anh ta là người đã thuê Lynx giết Hoàng tử, nhưng tuyên bố rằng anh ta chỉ làm như vậy vì tương lai của trường mình và tấn công Sensei. Sau khi bị đánh bại, Hermit tiết lộ rằng cánh tay phải của Hoàng tử, Shogun, đã ra lệnh cho anh ta huấn luyện binh lính của mình để đổi lấy sự bảo vệ khỏi băng nhóm của Butcher. Hermit nghi ngờ rằng người của Butcher đứng sau vụ bắt cóc Hoàng tử, vì vậy anh ta và Sensei đã đối đầu với anh ta. Butcher xác nhận rằng anh ta đã bắt cóc Hoàng tử, nhưng cũng tiết lộ rằng người sau đã biết điều này từ lâu và Hoàng tử đã trả tiền cho anh ta để anh ta đi và nói cho anh ta biết nơi tìm một Quả cầu ma thuật. Bị lộ, Hoàng tử bỏ trốn, để lại Sensei chiến đấu với Butcher. Sau thất bại, Butcher chỉ Sensei đến bến cảng nơi Sphere sắp được đưa đến bằng thuyền.
Tại bến tàu, Sensei phải đối mặt với Wasp, người tiết lộ rằng Sphere đã bị ai đó lấy lại vào ngày hôm trước và tấn công anh ta. Sau khi bị đánh bại, Wasp nói với Sensei rằng kẻ chủ mưu đằng sau tất cả các sự kiện gần đây là Widow, người đang tìm cách trả thù Hoàng tử vì đã từ chối tình yêu của cô ấy, và đã bỏ bùa mê Quả cầu để bất kỳ ai cố gắng sử dụng sức mạnh của nó sẽ trở thành nô lệ của cô ấy. Sensei tìm thấy và đánh bại Widow trước khi thuyết phục cô ấy nói cho anh ta biết Sphere ở đâu. Widow tiết lộ rằng Hoàng tử đã lấy nó và sử dụng sức mạnh của nó để đánh bại Shogun, người mà giờ đây anh ta định xử tử vì tội phản quốc. Sensei đến Thành phố Ngà, nơi Hoàng tử, phát điên vì quyền lực, ra lệnh cho một Tướng quân bị kiểm soát tâm trí giết anh ta. Sau thất bại của Shogun, Hoàng tử (Haunted Prince) tự mình chiến đấu với Sensei nhưng cũng bị đánh bại. Sau đó, Ancient đến và giải thích với Sensei đang bối rối rằng anh ấy đã tạm thời dừng dòng thời gian để đưa Sphere trở lại nơi nó thuộc về, và sự hiện diện của nó ở đây là do sự bất ổn của Gates of Shadows. Trước khi rời đi, anh ấy đảm bảo với Sensei rằng không ai, kể cả anh ấy, sẽ nhớ bất cứ điều gì về những sự kiện này vào ngày mai.

## Soundtrack
Nhạc nền của Trò chơi được sáng tác bởi nhà soạn nhạc người Nga Lind Erebros. Anh ấy cũng được biết đến với các tác phẩm của mình trong loạt trò chơi Vector của Nekki. Nhạc phim đã nhận được sự đánh giá cao từ các nơi khác nhau trên thế giới.

## Đánh giá
Jason Parker của CNET đã đánh giá trò chơi là 8,3 / 10, gọi đây là một trong những trò chơi chiến đấu hay nhất trên App Store "Nếu bạn có thể sống với mô hình freemium trực diện."
Rob Rich của Gamezebo đã đánh giá trò chơi 3,5/5 sao, ca ngợi hoạt ảnh và sự đa dạng của vũ khí trong khi chỉ trích "điều khiển không chính xác" và một số cơ chế chiến đấu.
Silviu Stahie của Softpedia đã gọi trò chơi này là "có lẽ là trò chơi chiến đấu hay nhất dành cho Android" và nói rằng nó "dễ học và thành thạo.""

## Phiên bản đặc biệt
Phiên bản đặc biệt là phiên bản trả phí của Shadow Fight 2. Nó được phát hành vào ngày 17 tháng 8 năm 2017 trên Android và vào ngày 22 tháng 8 năm 2017 trên iOS. Phiên bản này thưởng cho người chơi đá quý thường xuyên hơn và có cốt truyện độc quyền gọi là Vết thương cũ. Phiên bản Nintendo Switch của Shadow Fight 2, được phát hành vào năm 2018, chứa nội dung giống như Phiên bản đặc biệt, cũng như chế độ chiến đấu hai người chơi độc quyền tại địa phương.

## Phần tiếp theo
Phần tiếp theo, Shadow Fight 3, được phát hành trên toàn thế giới vào ngày 16 tháng 11 năm 2017. Không giống như những phiên bản tiền nhiệm, nó không có bất kỳ bóng đen 2D phẳng nào để thể hiện các võ sĩ. Thay vào đó, chúng được hiển thị dưới dạng các ký tự ba chiều trong môi trường 3D hoạt hình. Các bóng vẫn tồn tại và có thể được truy cập bằng một chế độ mới được gọi là Dạng bóng. Khi ở dạng này, võ sĩ có thể trở thành bóng tối và có thể thực hiện các động tác bất chấp vật lý dựa trên khả năng bóng tối của vật phẩm được trang bị của võ sĩ.

## Tham Khảo
1. ↑  Seedhouse, Alex (ngày 12 tháng 9 năm 2020). "Save the World In Shadow Fight 2 on Nintendo Switch This Week". Nintendo Insider. Truy cập ngày 29 tháng 9 năm 2020.
2. ↑  "Shadow Fight 2 - Topic - YouTube". www.youtube.com. Truy cập ngày 2 tháng 11 năm 2020.
3. ↑  "Shadow Fight 2 for Windows". CNET. Truy cập ngày 21 tháng 9 năm 2020.
4. ↑  "Shadow Fight 2 for Nintendo Switch - Nintendo Game Details". www.nintendo.com (bằng tiếng Anh). Truy cập ngày 21 tháng 9 năm 2020.
5. ↑  Stahie, Silviu. "Top Android Games: Shadow Fight 2 Review". softpedia (bằng tiếng Anh). Truy cập ngày 21 tháng 7 năm 2017.
6. 1 2 3  "Shadow Fight 2 is an excellent fighting game, but it's not perfect". CNET (bằng tiếng Anh). Truy cập ngày 21 tháng 7 năm 2017.
7. ↑  "Shadow Fight 2 for Switch Reviews". Metacritic. Red Ventures. Truy cập ngày 6 tháng 12 năm 2022.
8. ↑  Rob Rich (ngày 15 tháng 5 năm 2014). "Shadow Fight 2 Review". Gamezebo. Truy cập ngày 21 tháng 7 năm 2017.
9. ↑  "Shadow Fight 2 - Special Edition Releasing August 17". toucharcade.com.
10. ↑  Nelson, Jared (ngày 25 tháng 7 năm 2017). "'Shadow Fight 3 ' Có ngày phát hành toàn cầu chính thức vào ngày 16 tháng 11". TouchArcade (bằng tiếng Anh). Truy cập ngày 28 tháng 11 năm 2020.